# Refugi Joan Ventosa i Calvell
El Refugi Joan Ventosa i Calvell és un refugi de muntanya dels Pirineus catalans propietat del Centre Excursionista de Catalunya (CEC), situat a 2.214 metres d'altitud, sobre la vorera NE de l'Estany Negre al peu de les Agulles de Travessani en l'extrem oriental del Pletiu d'Estany Negre, dins del municipi de la Vall de Boí (Alta Ribagorça) i dins dels límits del Parc Nacional d'Aigüestortes i Estany de Sant Maurici.
El refugi actual, inaugurat l'any 1979, està guardat gairebé tot l'any i té capacitat per a 69 places per a dormir, i disposa de WC i dutxa d'aigua calenta, edredons, telèfon privat, emissora de ràdio, així com servei de menjars i begudes. Des de l'any 1982 el guarda del refugi és Miquel Sànchez Múrcia.
El refugi, que rep el nom del seu mecenes, el polític i financer català Joan Ventosa i Calvell, es troba dins del circuit de la travessa Carros de Foc que uneix els nou refugis del Parc Nacional d'Aigüestortes i Estany de Sant Maurici, també és base d’ascensions i escalades als pics del Massís del Besiberri, la Serra de Tumeneia, el Montardo o la Punta Alta.
Quan la part guardada del refugi és tancada, queda obert el refugi hivernal o d’emergència amb capacitat per a 6 places per dormir. Aquest està equipat amb matalassos i mantes, una taula amb banc i extintor.

## Història
L'edifici, fou construït el 1942 pel mateix constructor que va construir els refugis de l'Estany Llong i del J.M. Blanc, com a refugi particular per als directius de la Compañía Hispano Americana de Electricidad (CHADE) i amics del Joan Ventosa i Calvell. Al principi al refugi se li coneixia com l'Estany Negre.
L'any 1955 en Joan Ventosa, soci del CEC, cedí la propietat a la comissió de refugis del Centre Excursionista de Catalunya per gestionar-lo com a refugi lliure, el qual fou inaugurat com a refugi l'11 de febrer de 1955, moment el que fou batejat amb el nom del seu mecenes, Joan Ventosa Calvell. La vella cabana, que va ser testimoni de les primeres escalades i ascensions importants de la zona, es va anar deteriorant fins al punt de fer perillosa l'entrada.
Més endavant, amb motiu del centenari del CEC, l'entitat davant del deteriorament del refugi, va decidir construir un nou refugi. Durant l'agost i setembre de 1976 el refugi fou enderrocat i l'any següent es començar a construí un nou refugi en lloc de l’antic. Finalment el nou refugi fou inaugurat el 3 de novembre de 1979.
L'octubre del 2018, s'estrenà la remodelació del refugi que van permetre ampliar la seva superfície en un 60% mitjançant un mòdul annex de fusta prefabricat folrat amb xapa i policarbonat, així com millorar el servei i la comoditat dels usuaris i els guardes, dotant-lo de dutxes d’aigua calenta i més serveis. La remodelació, que ha contemplat el respecte per al medi ambient i ha aplicat tècniques d'eficiència energètica amb materials sostenibles, és obra de Josep Bunyesc, arquitecte especialista en construccions de refugis i d'edificis d'alt rendiment energètic i va estar subvencionada pel Departament de Territori i Sostenibilitat.

## Accés
La forma més fàcil d'aconseguir arribar al refugi és des de l'embassament de Cavallers (1.780m), on s'arriba en cotxe. Des d'aquí, amb una duració d'entre 2h a 2’30h, seguint un camí marcat amb senyals grocs, s'ascendeix fins al refugi travessant l'embassament de Cavallers fins al Planell de Riumalo (1.860m), seguint l'ascensió pel barranc de les *Llastres i creuant el Pas de l'Osso (2.143m).
Pel nord s'accedeix des del Refugi de la Restanca, i pel sud des del Refugi d'Estany Llong, després d'una llarga etapa que travessa el Coll de Contraix.

## Rutes[4]
Nombroses són les rutes que surten del refugi. Les més conegudes són:
- Estanys de Tumeneia: per la riba meridional de l'Estany de Travessani.
- Vall de Valarties pel Coll d'Harlé: via la riba meridional de l'Estany de Travessani, els Estanys de Tumeneia i l'Estany Cloto. Des del coll es poden atacar la Punta d'Harlé, el Mussol de Tumeneia i el Pa de Sucre.
- Vall de Valarties per la Bretxa de Pauss: per la riba meridional de l'Estany de Travessani, els Estanys de Tumeneia i l'Estany Cloto. Des del coll es poden atacar el Pa de Sucre i el Tumeneia.
- Vall de Valarties pel Coll de Tumeneia: via la riba meridional de l'Estany de Travessani i la riba septentrional de l'Estany de Tumeneia de Baix. Aquesta coincideix amb la variant de l'etapa, de la travessa Carros de Foc, que uneix el refugi amb el de la Restanca. Des del coll es pot atacar el Tumeneia.
- Vall de Valarties pel Coret de Oelhacrestada. Hi ha quatre variants depenent per quines ribes es voregin els diferents estanys del recorregut. La variant més comuna passa entre els estanys de Travessani i Clot, després entre els de Mangades i Monges. Aquesta és la ruta normal de l'etapa, de la travessa Carros de Foc, que uneix el refugi i el de la Restanca. Des del coll es poden atacar el Tuc de Monges i el Montardo.
- Vall d'Aiguamog pel Pòrt de Colomèrs: via l'Estany Gran de Colieto i l'Estany Tort de Colieto.
- La Creu de Colomèrs: per l'Estany Gran de Colieto i l'Estany Tort de Colieto.
- Vall de Contraix pel Collet de Contraix: passant per l'Estany Gran de Colieto. Aquesta és també la ruta de la travessa Carros de Foc, que uneix el refugi amb el d'Estany Llong.
- Pic de Contraix: seguint la ruta del Collet de Contraix i atacant el pic des de la base de l'última rampa que puja al coll.
- Estany Blau de Colieto: seguint la ruta del Collet de Contraix fins a mig camí, on s'agafa direcció sud.
- Punta Alta de Comalesbienes: via l'Estany Gran de Colieto, Estany de la Roca i Coll Arenós.